# Pseudancita alboplagiata
Pseudancita alboplagiata är en skalbaggsart som först beskrevs av Aurivillius 1927.  Pseudancita alboplagiata ingår i släktet Pseudancita och familjen långhorningar. Inga underarter finns listade i Catalogue of Life.